# Palacio Giustinian Businello
El palacio Giustinian Businello es un edificio histórico italiano situado en el sestiere de San Polo de Venecia, junto al Gran Canal, a la derecha del Palacio Papadopoli.

## Historia
El palacio fue construido en el siglo XIII por encargo de la famalia Morosini como casa-almacén, habiendo sido rehabilitada en los siglos siglo XV y XVII, en el que se le añadió una nueva planta.
De los primeros propietarios pasó a manos de la familia Giustinin y en el siglo XVII lo adquirió la familia Businello. En el siglo XIX habitó en la casa la famosa bailarina Marie Taglioni.

## Descripción
A pesar de las reformas, la fachada del edificio todavía deja ver restos de su origen bizantino, entre los cuales destaca el pórtico de triple arcada, dos de las cuales actualmente están tapiadas. En la parte central de las dos plantas nobles son notables las polífora de seis aberturas con balaustrada. El resto de las ventanas están situadas simétricamente con respecto a las centrales.